# 三甲子
三甲子，原寫為三甲仔，是臺灣臺南市仁德區的一個傳統地域名稱，位於該區中部偏南。相較於今日行政區，其範圍大致包括文賢里不含西部及東北部及東部南側凸出部分的東側、保安里北部凹入部分的邊界地帶中央偏東一小段、上崙里西部凸出尖三角地區的西南半部。
本地區境內主要聚落為三甲、紅花園、龜仔廍。

## 歷史
台灣日治初期，三甲子地區為一街庄，稱為「三甲仔庄」（舊制街庄），隸屬於文賢里。該庄昔日北及東北與田厝庄為鄰，東與上崙仔庄為鄰，東南邊為港墘庄，西南邊及西邊為車路墘庄。
1901年（日治明治三十四年）11月11日，全台廢縣廳改設二十廳，該庄隸屬於臺南廳。1904年（明治三十七年）3月31日，該庄編入「文依區」，隸屬於臺南廳。1909年（明治四十二年）10月25日，全台合併二十廳為十二廳，文依區仍隸屬於臺南廳。1920年（大正九年）10月1日，全台地方制度大改正，廢十二廳改設五州二廳，該庄改制並雅化為「三甲子」大字，隸屬於臺南州新豐郡永寧庄（新制街庄）。1940年（昭和十五年）10月1日，永寧庄廢庄，本地區改併入仁德庄
戰後仁德庄改制為仁德鄉，隸屬於臺南縣，大字亦改制為村。1950年（民國39年）10月25日，雲、嘉、南分治，仁德鄉仍隸屬於臺南縣。2010年（民國99年）12月25日，臺南縣、市合併為直轄臺南市，仁德鄉改制為仁德區，村亦改制為里。

## 聚落
本地區發展較早的聚落為三甲、紅花園、龜仔廍、坑仔墘（已消失），在日治初期的官方地圖上已有記載。

## 交通
省道台86線又稱「東西向快速公路－台南關廟線」，經過本地區西北端。最近的交流道在西側為省道台1線交會處的台南交流道；在東側為國道1號交會處的仁德系統交流道及區道南151線交會處旁的上崙交流道。由此等可快速前往台86線沿線各地，或銜接國道1號、國道3號。
市道177號是蔦松至二行的道路，經過本地區中部偏東南地帶。由該道路北行可前往仁德區仁德市區、永康區，並止於蔦松地區的省道台1線路口；南行可前往仁德區南部，並止於車路墘地區的省道台1線路口。
區道南151線是六甲至田厝（實際終點在三甲子）的道路，其南側端點位於本地區中部略偏東的市道177號路口。
區道南155線是上崙至太爺的道路，經過本地區北部的龜仔廍聚落北側。

## 公務機關
- 臺南市政府消防局第五大隊文賢消防分隊

## 產業
- 保安工業區（小部分）